# SC Union 06 Berlin
SC Union 06 Berlin is een Duitse voetbalclub uit de hoofdstad Berlijn, meer bepaald het stadsdeel Tiergarten. De club werd op 9 juni 1950 opgericht en was een van de opvolgers van SC Union 06 Oberschöneweide, een Berlijnse topclub tussen beide wereldoorlogen. In Oost-Berlijn speelde nog een andere club die zich de opvolger van de club noemt. Deze club, Union Oberschöneweide, speelt nu onder de naam 1. FC Union Berlin.

## Geschiedenis
Nadat Union Oberschöneweide omwisselde van de Berliner Stadtliga naar de DDR-Oberliga nam Union 06 de plaats van de club in in de Berliner Stadtliga, een van de vijf hoogste klassen van het West-Duitse voetbal. Union werd meteen twee keer vicekampioen achter Tennis Borussia en slaagde er in 1952/53 in om kampioen te worden. Hierdoor plaatste de club zich voor de eindronde om de Duitse landstitel en werd daar laatste in zijn groep.
In de tijd had de club veel supporters en speelde in het Poststadion, voor de Duitse eindronde speelde de club voor een vol huis in het Olympiastadion. Door het sportieve succes en in de tijd dat de Berlijnse Muur er nog niet was, kwamen vele supporters uit Oost-Berlijn naar de club. In maart 1952 speelde de club een vriendschappelijke wedstrijd voor 20.000 toeschouwers tegen de Oost-Berlijnse tegenhanger die toen BSG Motor Oberschöneweide heette. SC Union won met 2-0.
De volgende jaren belandde de club in de middenmoot en zakte steeds dieper tot uiteindelijk degradatie volgde in 1960. Na één seizoen keerde de club terug, maar werd dan laatste. Na de bouw van de Berlijnse Muur bleven veel supporters weg. Union 06 zou nooit meer in de hoogste klasse spelen. In 1963 werd de Bundesliga opgericht en verdween de Oberliga. De Regionalliga werd nu opgericht als tweede klasse verdeeld over vijf regionale reeksen. Union 06 werd laatste en degradeerde. Twee jaar later degradeerde de club zelfs naar de vierde klasse. Na één seizoen promoveerde de club weer en degradeerde opnieuw in 1970. Twee jaar later keerde Union terug en kon dan enkele jaren in de derde klasse blijven. In 1976 werd de club kampioen en nam deel aan de eindronde om promotie naar de 2. Bundesliga en werd laatste in een groep met Arminia Hannover en SC Herford. De club had zich ook gekwalificeerd voor de eerste ronde van de DFB-Pokal, maar werd daar van het veld gespeeld door VfL Osnabrück (1-12). Tot 1982 speelde de club in de Oberliga Berlin en degradeerde dan. In 1984/85 speelde de club nog één keer in de hoogste Berlijnse klasse, maar slaagde er daarna nooit meer in om hier in te spelen.
Van 1986 tot 1988 speelde Hertha BSC in het Poststadion nadat ze gedegradeerd waren naar de Oberliga en het Olympiastadion te groot geworden was. Dit zorgde voor meer inkomsten voor de club en ook de toeschouwersaantallen gingen omhoog.
Na de val van de Berlijnse Muur kwam de club weer in contact met het Union van Oost-Berlijn en werkte zelfs samen met de club, maar om financiële redenen werd deze samenwerking stopgezet.
In 1993 promoveerde de club naar de Verbandsliga Berlin, de toenmalige vierde klasse. Na één seizoen moest Union weer een stap terug zetten, maar door herinvoering van de Regionalliga en daarbij gepaarde competitiestructureringen belandde de club in één klap twee klassen lager.
In 1995/96 fusioneerde de club met SG Oberschöneweide en nam dat seizoen opnieuw de historische naam SC Union 06 Oberschöneweide aan. Dit leidde tot conflicten met 1. FC Union en na één seizoen werd opnieuw de oude naam aangenomen. Tussen 1998 en 2000 beleefde de club de donkerste periode uit de geschiedenis na drie degradaties op rij. Union 06 dat in 1953 nog meestreed om de Duitse landstitel belandde nu in de Kreisliga B, de negende klasse.
In 2006 slaagde de club erin om te promoveren. Dat jaar werd het 100-jarig jubileum gevierd. Er kwamen een demonstratiewedstrijd tegen 1. FC Union, dat op dat moment in de vierde klasse speelde en met 6-0 won. Het volgende jaar promoveerde de club opnieuw. Union degradeerde ook weer, maar werd in 2009 weer kampioen en promoveerde opnieuw. In 2014 promoveerde de club naar de Landesliga, waar de club twee seizoenen speelde. 
Staffel 1:
Adlershofer BC 08 ·
SV Adler Berlin ·
Sport-Union Berlin ·
Tennis Borussia Berlin II ·
Fortuna Biesdorf II ·
SG Blankenburg ·
SC Charlottenburg II ·
Friedrichshagener SV ·
SC Gatow ·
Grünauer BC 1917 ·
Köpenicker FC II ·
Lichtenrader BC 25 ·
1. FC Lübars ·
Stern Marienfelde II ·
Pfeffersport ·
SSC Teutonia 99 II

Staffel 2:
FC Amed ·
Anadoluspor Berlin ·
SV Blau-Gelb Berlin ·
VfB Berlin 1911 ·
FC Brandenburg 03 ·
SF Charlottenburg-Wilmersdorf 03 ·
SFC Friedrichshain ·
BW Mahlsdorf Waldesruh ·
TuS Makkabi II ·
1. Traber FC Mariendorf ·
Borussia Pankow ·
FC Spandau 06 ·
SC Schwarz-Weiß Spandau ·
Union 06 ·
Weißenseer FC ·
FC Concordia Wilhelmsruh

Staffel 3:
SV Bosna Berlin ·
Croatia Berlin II ·
Meteor Berlin II ·
BSV Heinersdorf ·
SF Johannisthal II ·
Sparta Lichtenberg II ·
SV Lichtenberg 47 II ·
Grün-Weiss Neukölln ·
VfB-Einheit zu Pankow ·
Rotation Prenzlauer Berg ·
BSC Rehberge ·
1. FC Schöneberg ·
Blau-Weiss Spandau ·
Staaken II ·
BSC Eintracht Südring ·
FV Wannsee